# Андреюк Катерина Іванівна
Катерина Іванівна Андреюк (нар. 27 листопада 1927; с. Маяки, тепер Одеський район, Одеська область — пом. 1 березня 2013) — українська мікробіологиня, доктор біологічних наук (1968), професор (1981), член-кореспондент НАН України.

## Біографія
Народилась 27 листопада 1927 року в селі Маяки Одеської області.
У 1946—1947 роках навчалася в Одеському сільськогосподарському інституті.
У 1951 році закінчила Одеський державний університет ім. І. І. Мечнікова, згодом вступила до аспірантури при Інституті мікробіології НАН УРСР.
З 1951 року працювала в Інституті мікробіології та вірусології ім.. Д. К. Заболотного НАН України, пройшла кар'єрною драбиною від аспіранта до завідувача відділу загальної і ґрунтової мікробіології.
У 1955 році захистила кандидатську дисертацію на тему: «Микробиологические исследования некоторых торфокомпостов».
У 1968 році захистила докторську дисертацію на тему: «Эколого-физиологические исследования почвенных стрептомицетов».
З 1981 року — член — кореспондент НАН УРСР, також здобула вчене звання «професор».
З 2001 року працювала радником при дирекції інституту та вірусології ім.. Д. К. Заболотного НАН України.
Померла 1 березня 2013 року.

## Науковий доробок
Автор понад 270 наукових праць, зокрема 14 монографій, авторських свідоцтв і патентів тощо. Підготувала близько 20 докторів і кандидатів наук.
Одна із засновників нового напряму в ґрунтовій мікробіології: екофізіологія ґрунтових мікроорганізмів та біокорозія металів. Науковий доробок включає  розробки у галузі екології, систематики і фізіології ґрунтових стрептоміцетів та інших ґрунтових мікроорганізмів. За її наставництва досліджено структуру і функції мікробних ценозів ґрунту при інтенсивних та альтернативних системах землеробства. Також працювала над концепцією впливу різних технологій будівництвава великомасштабних підземних споруд на формування агресивних мікробних сукупностей. Від 70-х років очолювала дослідження з біокорозії; виконані роботи з екології, фізіології та корозійної активності сіркобактерій.

## Нагороди
- орден княгині Ольги III ступеня (27 листопада 2008) — за визначні особисті заслуги у розвитку вітчизняної науки, зміцнення науково-технічного потенціалу Української держави та з нагоди 90-річчя Національної академії наук України[4];
- пам'ятна медаль «90 років Національної академії наук України» (2008);
- орден «Знак пошани»;
- Грамота Верховної Ради УРСР — за значний вклад в розвиток біологічної науки та підготовку наукових кадрів;
- Заслужений діяч науки УРСР (1987)[5];
- премія Ради Міністрів СРСР (1983);
- Премія НАН України імені Д. К. Заболотного (1974; робота: Монографічна праця «Ґрунтові актиноміцети та вищі рослини»)[5].